# Slaterobius quadristriatus
Slaterobius quadristriatus är en insektsart som först beskrevs av Barber 1911.  Slaterobius quadristriatus ingår i släktet Slaterobius och familjen Rhyparochromidae. Inga underarter finns listade i Catalogue of Life.